# 아우토반 2호선
아우토반 2호선(독일어: Bundesautobahn 2、BAB 2 분데스아우토반 2[*], A2)은 독일의 고속도로인 아우토반의 2호선이다.
오버하우젠과 베를린을 연결하는 총연장 486km의 고속도로이며, 서쪽 오버하우젠에서부터 도르트문트, 하노버, 브라운슈바이크를 지나 양독 국경을 통과한 후 마그데부르크를 거쳐 동쪽의 베를린 외곽 순한 도로인 아우토반 10호선까지 도달한다.
아우토반 1호선과 함께 1920년대에 계획되었고, 1930년대에 일부 구간이 개통되었다. 아우토반 1호선과 교차하는 카멘 분기점 (Kamener Kreuz)은 1937년에 개통한 입체 교차로로 독일에서 두번째로 개통되었다. (최초 개통은 9호선과 14호선을 연결하는 Schkeuditzer Kreuz이다.)

## 같이 보기

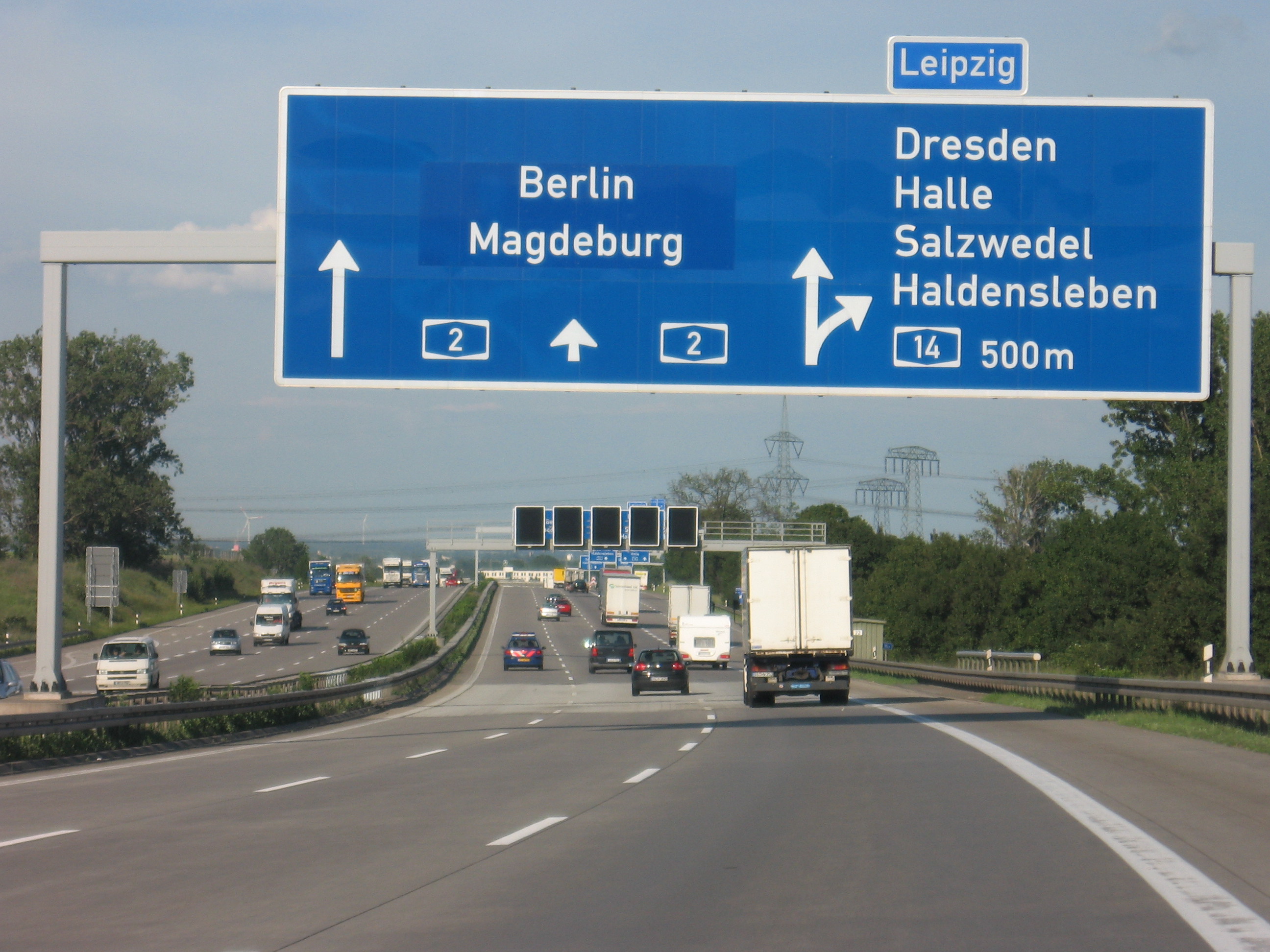

- 아우토반
- 아우토반 목록